# Ronde van Frankrijk 1964
| Route van de Ronde van Frankrijk 1964. |                          |              |
| Eindklassement                         |                          |              |
| Algemeen klassement                    | Jacques Anquetil         | 127u 09' 44" |
| Tweede                                 | Raymond Poulidor         | + 0' 55"     |
| Derde                                  | Federico Bahamontes      | + 4' 44"     |
| Vierde                                 | Henry Anglade            | + 6' 42"     |
| Vijfde                                 | Georges Groussard        | + 10' 34"    |
| Zesde                                  | André Foucher            | + 10' 36"    |
| Zevende                                | Julio Jiménez            | + 12' 13"    |
| Achtste                                | Gilbert Desmet I         | + 12' 17"    |
| Negende                                | Hans Junkermann          | + 14' 02"    |
| Tiende                                 | Vittorio Adorni          | + 14' 19"    |
| Rode Lantaarn                          | Anatole Novak (81e)      | + 3h 19' 02" |
| Puntenklassement                       | Jan Janssen              | 208 punten   |
| Tweede                                 | Ward Sels                | 199 punten   |
| Derde                                  | Rudi Altig               | 165 punten   |
| Bergklassement                         | Federico Bahamontes      | 173 punten   |
| Tweede                                 | Julio Jiménez            | 167 punten   |
| Derde                                  | Raymond Poulidor         | 90 punten    |
| Ploegenklassement                      | Pelforth-Sauvage-Lejeune | -            |
| Tweede                                 | Wiel's-Groene Leeuw      | -            |
| Derde                                  | St.Raphaël-Gitane        | -            |

De 51e editie van de Ronde van Frankrijk ging van start op 22 juni 1964 in Rennes. Hij eindigde op 14 juli in Parijs. Er stonden 132 renners verdeeld over 12 ploegen aan de start.
- Aantal ritten: 22
- Totale afstand: 4504 km
- Gemiddelde snelheid: 35.419 km/h
- Aantal deelnemers: 132
- Aantal uitgevallen: 51

## Belgische en Nederlandse prestaties
In totaal namen er 36 Belgen en 15 Nederlanders deel aan de Tour van 1964.

### Belgische etappezeges
- Ward Sels won de 1e etappe van Rennes naar Lisieux, de 11e etappe van Toulon naar Montpellier, de 14e etappe van Andorra naar Toulouse en de 19e etappe van Bordeaux naar Brive
- Bernard Van De Kerckhove won de 3e etappe deel A van Amiens naar Vorst
- Willy Derboven won de 5e etappe van Metz naar Freiburg im Breisgau
- Benoni Beheyt won de 22e etappe deel A van Orléans naar Versailles

### Nederlandse etappezeges
- Henk Nijdam won de 6e etappe van Freiburg im Breisgau naar Besançon
- Jan Janssen won de 7e etappe van Besançon naar Thonon-les-Bains en de 10e etappe deel A van Monaco naar Hyères
- Jo de Roo won de 12e etappe van Montpellier naar Perpignan

## Etappe-overzicht

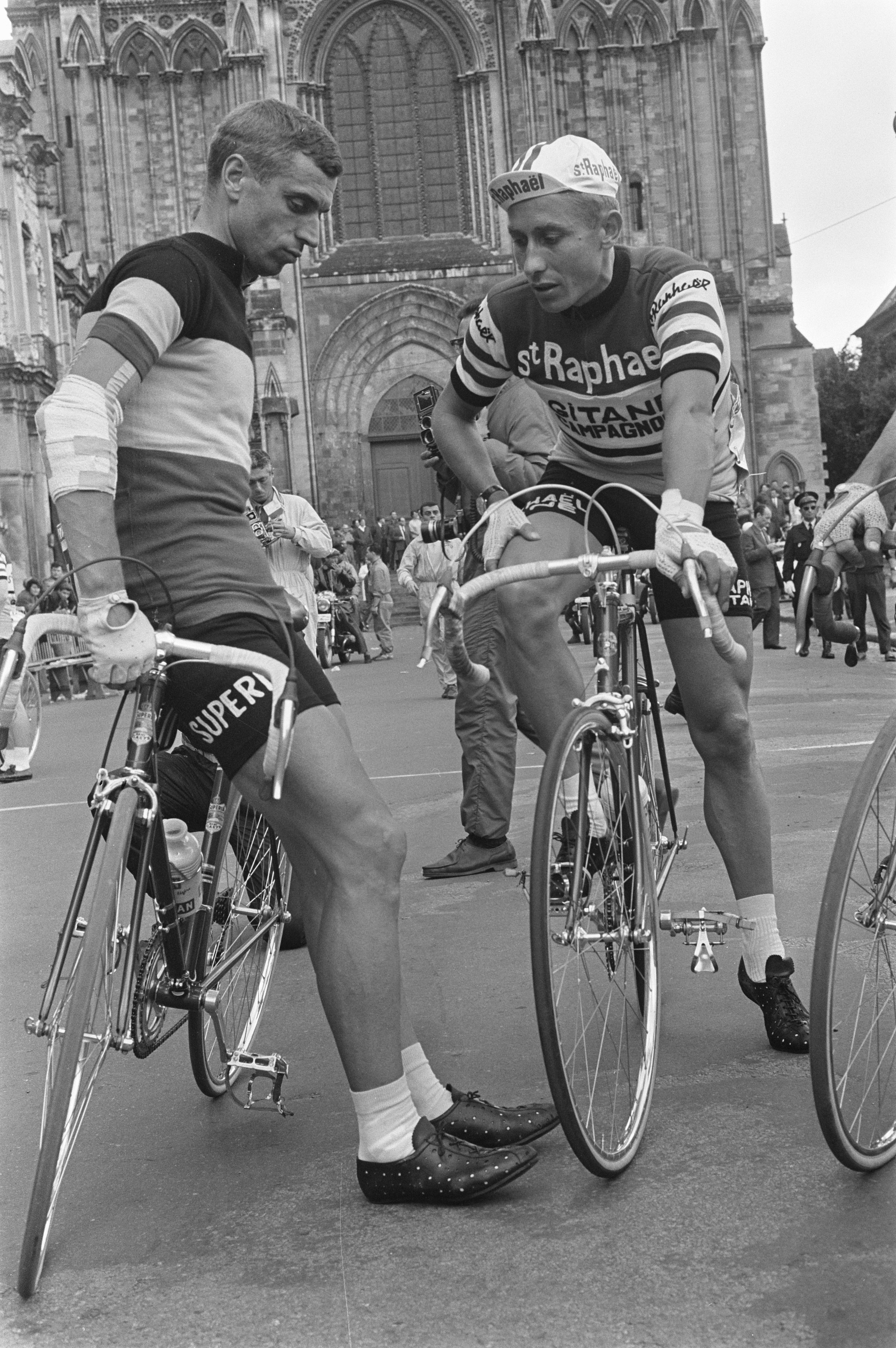
Vertrek in Lisieux. Rik Van Looy in gesprek met Jacques Anquetil

- 1e Etappe Rennes - Lisieux: Ward Sels (Bel)
- 2e Etappe Lisieux - Amiens: André Darrigade (Fra)
- 3ae Etappe Amiens - Vorst (Brussel): Bernard Van De Kerckhove (Bel)
- 3be Etappe Vorst (Brussel) - Vorst (Brussel): KAS
- 4e Etappe Vorst (Brussel) - Metz: Rudi Altig (Dui)
- 5e Etappe Metz - Freiburg im Breisgau: Willy Derboven (Bel)
- 6e Etappe Freiburg im Breisgau - Besançon: Henk Nijdam (Ned)
- 7e Etappe Besançon - Thonon-les-Bains: Jan Janssen (Ned)
- 8e Etappe Thonon-les-Bains - Briançon: Federico Bahamontes (Spa)
- 9e Etappe Briançon - Monaco: Jacques Anquetil (Fra)
- 10ae Etappe Monaco -Hyères: Jan Janssen (Ned)
- 10be Etappe Hyères - Toulon: Jacques Anquetil (Fra)
- 11e Etappe Toulon - Montpellier: Ward Sels (Bel)
- 12e Etappe Montpellier - Perpignan: Jo de Roo (Ned)
- 13e Etappe Perpignan - Andorra: Julio Jiménez (Spa)
- 14e Etappe Andorra - Toulouse: Ward Sels (Bel)
- 15e Etappe Toulouse - Luchon: Raymond Poulidor (Fra)
- 16e Etappe Luchon - Pau: Federico Bahamontes (Spa)
- 17e Etappe Peyrehorade - Bayonne: Jacques Anquetil (Fra)
- 18e Etappe Bayonne - Bordeaux: André Darrigade (Fra)
- 19e Etappe Bordeaux - Brive: Ward Sels (Bel)
- 20e Etappe Brive - Puy de Dôme: Julio Jiménez (Spa)
- 21e Etappe Clermont-Ferrand - Orléans: Jean Stablinski (Fra)
- 22ae Etappe Orléans - Versailles: Benoni Beheyt (Bel)
- 22be Etappe Versailles - Parijs: Jacques Anquetil (Fra)

## Dodelijk ongeval
Tijdens de 19e etappe gebeurde op het parcours tussen Bordeaux en Brive een zwaar dodelijk ongeval. In het dorp Port de Couze reed een tankwagen met brandstof dwars door de kijkende menigte, sleurde een deel van de kijkers mee en stortte nadien in het Kanaal van Lalinde. Daarbij verloren negen mensen het leven en raakten meerdere anderen gewond. Nadat de directie van de Tour de wedstrijd enkele minuten had geneutraliseerd reden de renners verder. De chauffeur van de vrachtwagen werd nadien gearresteerd.
 winnaars gele trui · 
 puntenklassement · 
 bergklassement · 
 jongerenklassement · 
 tussensprintklassement · 
 combinatieklassement · 
 ploegenklassement · 
 strijdlust · 
rode lantaarn
records · meeste deelnames · ranglijst etappewinnaars · bekende beklimmingen · valpartijen · dopinggevallen · Grand Départ · Souvenir Henri Desgrange
1903 · 
1904 · 
1905 · 
1906 · 
1907 · 
1908 · 
1909 · 
1910 · 
1911 · 
1912 · 
1913 · 
1914 ·
1915 ·
1916 ·
1917 ·
1918 · 
1919 · 
1920 · 
1921 · 
1922 · 
1923 · 
1924 · 
1925 · 
1926 · 
1927 · 
1928 · 
1929 · 
1930 · 
1931 · 
1932 · 
1933 · 
1934 · 
1935 · 
1936 · 
1937 · 
1938 · 
1939 · 
1940 ·
1941 ·
1942 ·
1943 ·
1944 ·
1945 ·
1946 ·
1947 · 
1948 · 
1949 · 
1950 · 
1951 · 
1952 · 
1953 · 
1954 · 
1955 · 
1956 · 
1957 · 
1958 · 
1959 · 
1960 · 
1961 · 
1962 · 
1963 · 
1964 · 
1965 · 
1966 · 
1967 · 
1968 · 
1969 · 
1970 · 
1971 · 
1972 · 
1973 · 
1974 · 
1975 · 
1976 · 
1977 · 
1978 · 
1979 · 
1980 · 
1981 · 
1982 · 
1983 · 
1984 · 
1985 · 
1986 · 
1987 · 
1988 · 
1989 · 
1990 · 
1991 · 
1992 · 
1993 · 
1994 · 
1995 · 
1996 · 
1997 · 
1998 · 
1999 · 
2000 · 
2001 · 
2002 · 
2003 · 
2004 · 
2005 · 
2006 · 
2007 · 
2008 · 
2009 · 
2010 · 
2011 · 
2012 · 
2013 · 
2014 · 
2015 · 
2016 · 
2017 · 
2018 · 
2019 ·
2020 · 
2021 · 
2022 · 
2023 · 
2024 · 
2025